# 羅氏地產
羅氏地產集團，是香港中小型投資地產發展商，集團於1986年成立，原本為羅氏國際集團的附屬機構，後來經過改組後易名為羅氏地產發展集團。
及後曾於1991年11月脫離羅氏國際集團，在香港交易所分拆獨立上市， 1993年中國有色金屬工業總公司收購羅氏地產集團借殼上市，成為東方有色。
現時，集團主席為羅正杰。

## 主要業務
集團主要業務包括發展物業如住宅、寫字樓、工業及商場物業等。包括：
- 登打士廣場
- 威利商業大廈
- 旺角城市中心
- 羅氏商業廣場
- 定豐中心
- 海暉中心
- Tower 28
- 東海閣
- 蔚麗山莊
- 豪城閣
- 娛樂廣場（現稱：大鴻輝（荃灣）中心）
- 開心廣場
- 粉巔上水市地段30及34號
- YLTL461
- LOT46
- 大南街6、8及10號
- 上環興隆樓
- 上環德輔道西1號
- 上環E168
- 荔枝角道822號
- 長義街9號D2 Place ONE
- 長順街15號D2 Place TWO
- 上環干諾中心[]
- 九龍觀塘道350號 East 350
- 上海環球金融中心67樓

2017年10月9羅氏集團以13.5億元向麥士威電子集團主席及董事長於崇光等人購入觀塘道350號麥士威工業大廈全幢，物業地盤面積約19,180平方呎，總樓面約13萬方呎，項目可作重建，以最高地積比12倍計，重建樓面22.92萬方呎，折合樓面地價5890元。

## 外部連結
- 羅氏集團地產業務 （页面存档备份，存于）